# San Pedro de Jujuy
San Pedro de Jujuy é uma cidade da Argentina, localizada na província de Jujuy